# Olga Gobzeva
Olga Gobzeva (en russe : Гобзева, Ольга Фроловна), née le 16 mars 1943 à Moscou (Union soviétique), est une actrice soviétique et russe. En 1992, elle prend la décision d'entrer dans les ordres et devient sœur Olga. Elle préside le Conseil de coordination des associations féminines de bienfaisance au département de la charité et des services sociaux du Patriarcat de Moscou.

## Biographie
Olga Gobzeva naît le 16 mars à Moscou dans la famille de cinq enfants.Elle est diplômée de l'Institut national de la cinématographie (cours de Boris Babotchkine). Sa carrière compte plus de 40 rôles dans les films soviétiques. De 1966 jusqu'à 1990, Olga Gobzeva a travaillé au théâtre-studio des acteurs de cinéma. En 1992, elle prend la décision d'entrer dans les ordres et devient sœur Olga. En 2016, elle est nommée l'abbesse du monastère d'Elisabète à Alapaïevsk.

## Filmographie
au cinéma
- 1963 : Ey, kto nibud! (Эй, кто-нибудь!) (court-métrage) - la fille
- 1965 : J'ai vingt ans (Мне двадцать лет, Mne dvadtsat let) de Marlen Khoutsiev - Véra
- 1965 : Les Aventures d'un dentiste (Похождения зубного врача)  de Elem Klimov : Tonia
- 1965 : Kogda uletayut aisty (Когда улетают аисты) - Ileana
- 1966 : Une année aussi longue que la vie (Год как жизнь) de Grigori Rochal : Dacha
- 1966 : Les Ailes (Крылья) de Larissa Chepitko - la journaliste
- 1967 : Ne samyy udachnyy den (Не самый удачный день) - Anechka
- 1966 : Dans la ville de S (В городе С) de Iossif Kheifitz : professeur
- 1968 : Trois jours de Viktor Tchernychev (Три дня Виктора Чернышёва)
- 1970 : Vieille maison (Старый дом)
- 1972 : Ekhali v tramvaye Ilf i Petrov (Ехали в трамвае Ильф и Петров) - Jenia
- 1973 : Khronika nochi (Хроника ночи) - Gabi
- 1974 : Tovarishch general (Товарищ генерал) - Zina Lukina
- 1975 : La Dernière Victime (Последняя жертва) de Piotr Todorovski : modiste
- 1978 : V den prazdnika (В день праздника)
- 1980 : Mysli o radiatsii (court-métrage) (Мысли о радиации) - Marie Curie
- 1981 : Zhil-byl Saushkin 2 (Жил-был Саушкин 2) (court-métrage)
- 1981 : Odnazhdy dvadtsat let spustya (Однажды двадцать лет спустя)
- 1981 : Grazhdanin Lyoshka (Гражданин Лёшка)
- 1982 : Zhil-byl Saushkin 3 (Жил-был Саушкин 3) (court-métrage)
- 1982 : Portret zheny khudozhnika (Портрет жены жудожника) - Assya
- 1987 : 1987 Neterpeniye dushi (Нетерпение души) - Olga Borisovna
- 1987 : Svobodnoye padeniye (Свободное падение)
- 1989 : Etyudy o Vrubele (Этюды о Врубеле) - Emiliya Prakhova
- 1990 : Malchiki (Мальчики)
- 1990 : Nyne proslavisya syn chelovecheskiy (Ныне прославился сын человеческий)
- 1992 : Gospodi, prosti nas, greshnykh (Господи, прости нас, грешных)

à la télévision
- 1968 : Operatsiya Trest
- 1970 : Vzryvniki - Marina
- 1975 : Takaya korotkaya dolgaya zhizn (série télévisée) - Anya
- 1975 : Gamlet Shchigrovskogo uezda (série télévisée) -
- 1977 : Skazhi, chto lyubish menya! (série télévisée) - Sabina (voice)
- 1978 : Mumi-troll i kometa: Put domoy - (court-métrage d'animation) -
- 1978 : Mumi-troll i kometa (court-métrage d'animation) -
- 1978 : Mumi-troll i drugie (court-métrage d'animation) - Mumi-mama
- 1979 : Kapitan Sovri-golova
- 1979 : Segodnya i zavtra (série télévisée)
- 1981 : Dom u koltsevoy dorogi  (série télévisée) -
- 1984 : Petlya (série télévisée) - Elizaveta Menshutina
- 1986 : Most cherez zhizn - Natalya
- 1986 : Nuzhnye lyudi
- 1988 : Zemlyaki (série télévisée) - Mariya
- 1990 : Moi lyudi - Kira Mikhaylovna

## Doublage vocal
- 1969 : Fleur de cactus
- 1980 : L'Avare
- 1981 : La Chèvre
- 1982 : Znachor